# Chamobates tumidisetous
Chamobates tumidisetous är en kvalsterart som beskrevs av Monson 2002. Chamobates tumidisetous ingår i släktet Chamobates och familjen Chamobatidae. Inga underarter finns listade i Catalogue of Life.